# St. James (Luisiana)
St. James es un lugar designado por el censo ubicado en la parroquia de St. James en el estado estadounidense de Luisiana. En el Censo de 2010 tenía una población de 828 habitantes y una densidad poblacional de 32,33 personas por km².

## Geografía
St. James se encuentra ubicado en las coordenadas 30°1′10″N 90°50′54″O / 30.01944, -90.84833. Según la Oficina del Censo de los Estados Unidos, St. James tiene una superficie total de 25.61 km², de la cual 21.72 km² corresponden a tierra firme y (15.16%) 3.88 km² es agua.

## Demografía
Según el censo de 2010, había 828 personas residiendo en St. James. La densidad de población era de 32,33 hab./km². De los 828 habitantes, St. James estaba compuesto por el 19.93% blancos, el 79.95% eran afroamericanos, el 0% eran amerindios, el 0% eran asiáticos, el 0% eran isleños del Pacífico, el 0% eran de otras razas y el 0.12% pertenecían a dos o más razas. Del total de la población el 3.26% eran hispanos o latinos de cualquier raza.